# Johann Otmar
Johann Otmar (* in Reutlingen; † 1514 oder 1517 in Augsburg) war ein deutscher Buchdrucker.

## Werdegang
Otmar arbeitete zunächst von 1482 bis 1496 in Reutlingen und 1497 bis 1501 in Tübingen. Von 1502 bis 1514 (andere Angabe: 1517) war er in Augsburg als Buchdrucker tätig. Sein erster Augsburger Druck datiert auf den 30. Oktober 1502. 1505 arbeitete er gemeinsam mit Erhard Öglin, 1507 druckte er die 13. vorlutherische deutsche Bibel. Zur Illustration seiner Drucke arbeitete er auch mit Hans Burgkmair und Hans Schäufelein zusammen.
Die Druckerei wurde nach seinem Tod von Sohn Silvan, der bereits seit 1513 als eigenständiger Drucker firmierte, übernommen.